# Nertsjinsk-katorga

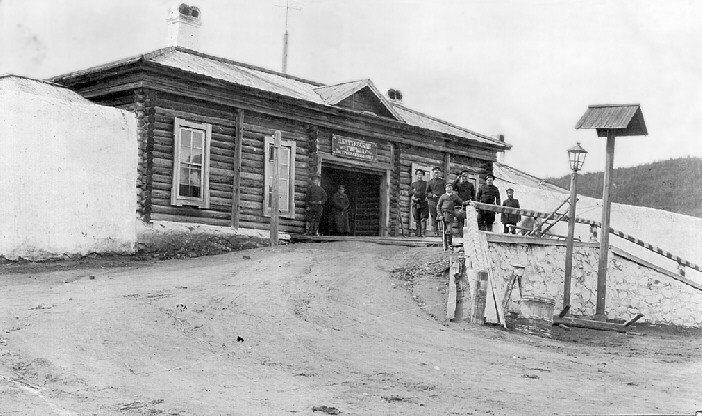
Ingang naar de Akatoej-katorga rond 1907

De Nertsjinsk-katorga (Russisch: Нерчинская каторга) was een katorga-systeem van het Russische Rijk in de okroeg van Nertsjinsk in Transbaikalië (nu oblast Tsjita), in het gebied tussen de rivieren Sjilka en Argoen, bij de grens met Mongolië van de 18e tot het begin van de 20e eeuw. 
De gevangenen van de katorga werden ingezet bij het delven van lood en zilver op de keizerlijke grondgebieden (de zogenoemde kabinetskieje zemli of kabinetlanden) en in ijzersmelterijen, wijnmakerijen en zoutverwerkende fabrieken. Van 1850 tot 1890 werd gebruikgemaakt van katorgadwangarbeiders bij de Kara-goudvelden en voor de bouw van gevangenisgebouwen. In 1869 werd bestuur van de Nertsjinsk-katorga opgezet, dat ondergeschikt was aan het Ministerie van Binnenlandse Zaken. Van 1826 tot 1917 werden er politieke gevangenen gevangen gehouden. 
De gevangenissen werden genoemd naar de mijnen waarin de gevangenen ervan werkten:
- Akatoej-katorga (Акатуйская каторжная тюрьма)
- Algatsja-katorga (Алгачинская каторжная тюрьма)
- Kara-katorga (Карийская каторга)
  - Boven-Karagevangenis
  - Midden-Karagevangenis
  - Beneden-Karagevangenis
  - Oest-Karagevangenis
- Maltsev-katorga (voor vrouwen) (Мальцевская каторжная тюрьма)
- Zerentoej-katorga (Зерентуйская каторжная тюрьма)
- Koetomarskaja-katorga (Кутомарская каторжная тюрьма)
- Kadainskaja-katorga (Кадаинская каторжная тюрьма)
- Aleksandrovskajagevangenis (Александровская тюрьма)

Onder de gevangenen waren Decembristen, opstandelingen van de Poolse opstand van 1830 tot 1831, Poolse opstand van 1863, Narodniki, sociaaldemocraten en anderen.